# غراند براري

مقاطعة البرتا

غراند براري (بالإنجليزية: Grand Prarie)‏ بلدة كندية في مقاطعة ألبرتا.

## جغرافيتها
تبلغ مساحتها 61.08 كلم2 وعدد سكانها بحسب إحصائية سنة 2006 حوالي 47,076 نسمة بكثافة 771 نسمة/كلم2. وإحداثياتها هي 55.16995°N 118.7979°W.

## المناخ
يظهر الجدول التالي التغييرات المناخية على مدار السنة لغراند براري:
| البيانات المناخية لـغراند براري    | البيانات المناخية لـغراند براري | البيانات المناخية لـغراند براري | البيانات المناخية لـغراند براري | البيانات المناخية لـغراند براري | البيانات المناخية لـغراند براري | البيانات المناخية لـغراند براري | البيانات المناخية لـغراند براري | البيانات المناخية لـغراند براري | البيانات المناخية لـغراند براري | البيانات المناخية لـغراند براري | البيانات المناخية لـغراند براري | البيانات المناخية لـغراند براري | البيانات المناخية لـغراند براري |
| الشهر                              | يناير                           | فبراير                          | مارس                            | أبريل                           | مايو                            | يونيو                           | يوليو                           | أغسطس                           | سبتمبر                          | أكتوبر                          | نوفمبر                          | ديسمبر                          | المعدل السنوي                   |
| ---------------------------------- | ------------------------------- | ------------------------------- | ------------------------------- | ------------------------------- | ------------------------------- | ------------------------------- | ------------------------------- | ------------------------------- | ------------------------------- | ------------------------------- | ------------------------------- | ------------------------------- | ------------------------------- |
| الدرجة القصوى قرينة الرطوبة        | 14.5                            | 11.1                            | 15.6                            | 28.6                            | 30.8                            | 33.6                            | 40.8                            | 36.6                            | 34.7                            | 27.1                            | 17.2                            | 12.1                            | 40.8                            |
| الدرجة القصوى °م (°ف)              | 15.2 (59.4)                     | 12.8 (55.0)                     | 16.1 (61.0)                     | 29.4 (84.9)                     | 34.4 (93.9)                     | 33.3 (91.9)                     | 35.6 (96.1)                     | 34.5 (94.1)                     | 31.9 (89.4)                     | 28.9 (84.0)                     | 22.2 (72.0)                     | 13.3 (55.9)                     | 35.6 (96.1)                     |
| متوسط درجة الحرارة الكبرى °م (°ف)  | −8.0 (17.6)                     | −4.8 (23.4)                     | 0.6 (33.1)                      | 10.1 (50.2)                     | 16.8 (62.2)                     | 20.5 (68.9)                     | 22.6 (72.7)                     | 21.7 (71.1)                     | 16.6 (61.9)                     | 9.4 (48.9)                      | −1.8 (28.8)                     | −6.0 (21.2)                     | 8.1 (46.6)                      |
| المتوسط اليومي °م (°ف)             | −13.6 (7.5)                     | −10.6 (12.9)                    | −4.9 (23.2)                     | 4.1 (39.4)                      | 10.2 (50.4)                     | 14.3 (57.7)                     | 16.2 (61.2)                     | 15.1 (59.2)                     | 10.2 (50.4)                     | 3.6 (38.5)                      | −6.6 (20.1)                     | −11.3 (11.7)                    | 2.2 (36.0)                      |
| متوسط درجة الحرارة الصغرى °م (°ف)  | −19.0 (−2.2)                    | −16.4 (2.5)                     | −10.3 (13.5)                    | −2.0 (28.4)                     | 3.6 (38.5)                      | 8.1 (46.6)                      | 9.8 (49.6)                      | 8.3 (46.9)                      | 3.8 (38.8)                      | −2.1 (28.2)                     | −11.4 (11.5)                    | −16.7 (1.9)                     | −3.7 (25.3)                     |
| أدنى درجة حرارة °م (°ف)            | −52.2 (−62.0)                   | −50.0 (−58.0)                   | −42.8 (−45.0)                   | −35.6 (−32.1)                   | −8.7 (16.3)                     | −3.3 (26.1)                     | −1.1 (30.0)                     | −2.8 (27.0)                     | −11.7 (10.9)                    | −31.7 (−25.1)                   | −40.6 (−41.1)                   | −47.2 (−53.0)                   | −52.2 (−62.0)                   |
| أدنى درجة حرارة تبريد الرياح       | −63.0                           | −55.0                           | −53.1                           | −46.7                           | −16.1                           | −4.3                            | 0.0                             | −3.2                            | −15.3                           | −33.9                           | −56.1                           | −56.3                           | −63.0                           |
| الهطول مم (إنش)                    | 29.9 (1.18)                     | 16.4 (0.65)                     | 16.9 (0.67)                     | 19.8 (0.78)                     | 41.0 (1.61)                     | 75.9 (2.99)                     | 76.1 (3.00)                     | 55.8 (2.20)                     | 43.0 (1.69)                     | 26.0 (1.02)                     | 25.4 (1.00)                     | 18.9 (0.74)                     | 445.1 (17.52)                   |
| معدل هطول الأمطار مم (إنش)         | 2.4 (0.09)                      | 0.8 (0.03)                      | 1.4 (0.06)                      | 10.4 (0.41)                     | 38.1 (1.50)                     | 75.9 (2.99)                     | 76.1 (3.00)                     | 55.7 (2.19)                     | 41.3 (1.63)                     | 15.4 (0.61)                     | 4.2 (0.17)                      | 0.7 (0.03)                      | 322.4 (12.69)                   |
| متوسط تساقط الثلوج سم (إنش)        | 35.0 (13.8)                     | 20.8 (8.2)                      | 20.3 (8.0)                      | 11.0 (4.3)                      | 3.4 (1.3)                       | 0.0 (0.0)                       | 0.0 (0.0)                       | 0.1 (0.0)                       | 1.7 (0.7)                       | 12.0 (4.7)                      | 26.5 (10.4)                     | 23.6 (9.3)                      | 154.3 (60.7)                    |
| متوسط أيام هطول الأمطار (≥ 0.2 mm) | 11.7                            | 8.5                             | 9.0                             | 7.6                             | 10.5                            | 13.2                            | 13.3                            | 11.8                            | 11.7                            | 10.7                            | 11.3                            | 9.1                             | 128.4                           |
| متوسط الأيام الممطرة (≥ 0.2 mm)    | 1.9                             | 0.81                            | 1.6                             | 4.8                             | 10.0                            | 13.2                            | 13.4                            | 11.8                            | 11.5                            | 7.7                             | 2.8                             | 0.81                            | 80.4                            |
| متوسط الأيام المثلجة (≥ 0.2 cm)    | 10.8                            | 8.4                             | 8.0                             | 3.8                             | 1.1                             | 0.0                             | 0.0                             | 0.04                            | 0.63                            | 4.0                             | 9.3                             | 8.5                             | 54.5                            |
| ساعات سطوع الشمس الشهرية           | 77.8                            | 106.2                           | 172.1                           | 231.0                           | 276.0                           | 295.2                           | 307.7                           | 272.4                           | 172.5                           | 134.5                           | 78.9                            | 73.5                            | 2٬197٫7                         |
| نسبة وصول أشعة الشمس               | 32.1                            | 39.1                            | 47.0                            | 54.6                            | 55.1                            | 56.9                            | 59.1                            | 58.7                            | 45.0                            | 41.3                            | 31.2                            | 32.7                            | 46.1                            |
| المصدر: Environment Canada         |                                 |                                 |                                 |                                 |                                 |                                 |                                 |                                 |                                 |                                 |                                 |                                 |                                 |

## أعلام
- وليم بي. يونغ
- أليكس زهرة
- توماس وارتون
- كارولين داون جونسون
- غافين شميت